# 東武日光軌道線
日光軌道線（にっこうきどうせん）は、栃木県日光市の日光駅・東武日光駅から馬返までを結んでいた、東武鉄道運営の路面電車である。愛称は「日光電車」。1968年（昭和43年）に廃止された。

## 歴史
当時の日光町が古河合名（現在の古河電気工業、以下古河電工と略す）と合弁で1908年（明治41年）に日光電気軌道を設立して1910年（明治43年）に開業した。日光東照宮、輪王寺、二荒山神社等の観光地への旅客輸送や古河精銅所からの貨物輸送を目的に建設された。
開業時、電動客車3両、電動貨車2両、客車と貨車が併せて9両の計14両を所有していた。山道を行く珍しい路面電車で、沿線の標高は停車場前（のちの国鉄駅前）が533 m、馬返が838 mで、日本国内の路面電車では一番高かった。軌道は至る所が急勾配で、最急勾配は60‰（パーミル）、50‰以上も多数存在した。
1932年（昭和7年）に傍系の日光登山鉄道によるケーブルカー（のちの東武日光鋼索鉄道線）が終点馬返から明智平まで延び、そこからバスに接続して華厳滝、中禅寺湖への観光輸送を担うこととなった。さらに翌年には明智平から展望台までの同社のロープウェイ（のちの明智平ロープウェイ）も開通した。
1928年（昭和3年）、日光へ進出した東武鉄道の傘下に入り、戦時統制下で日光地区の交通機関を統合する。古河精銅所の軍需輸送や通勤輸送は繁忙を極め著しく不足した輸送力を強化するために中古の電車や客車を導入し、さらに鉄道省（のちの日本国有鉄道）から電気機関車を借り入れて軌道改良の上で貨物列車を直通運転できる様になり飛躍的に輸送効率を向上させ、この年1944年（昭和19年）の貨物運輸実績は実に18万トンを超えている。
1947年（昭和22年）親会社の東武鉄道に合併された。合併時、76両の引き継ぎ車両があったが中には創業当時の車両まであり、いずれも旧態依然かつ老朽化していた。車両のみならず、軌道・電路などの状態も軍需輸送のために整備されていたとはいえ戦中戦後の酷使が祟って深刻な疲弊ぶりで、東武鉄道では安全確保と観光輸送の回復をにらんでの設備投資を順次行った。1953年（昭和28年）、新車のボギー車が10両、翌年には大型の連接車が6編成就役する。旧型車を駆逐し面目を一新した。古河電工工場への通勤客や戦後の観光ブームで輸送旅客数もピークを記録、貨物輸送も増加して戦後の黄金期を迎える。
しかし、モータリゼーションの到来で道路が整備され、自動車の交通量が増加する。さらに第一・第二いろは坂の開通により自家用車・バスが中禅寺方面へ直通可能（軌道線経由の場合、馬返・明智平の2箇所で乗り換えが必要）になり、古河関連の貨物輸送が貨物自動車に切り替えられ、旅客、貨物ともに輸送実績が激減し収支が悪化し、電車の存在意義が薄れる結果となった。日光市内で交通渋滞も発生し始めており、地元からの撤去要請を受けた東武鉄道は日光軌道線の廃止を決定する。1968年（昭和43年）1月末日の廃止を予定したが労働組合との折衝に手間取り、廃止時期を若干延期することを余儀なくされ、1968年（昭和43年）2月24日限りで全線を営業廃止し、お別れの装飾を施した電車が最後の2日間を走って58年の歴史を閉じた。
東武鉄道はかつて伊香保軌道線という路面電車を運行していたが1956年（昭和31年）に廃止されており、日光軌道線廃止によって同社保有の軌道線は全廃となった。また本路線の廃止に伴い栃木県内及び北関東において営業運転する軌道線（路面電車）が消滅することとなり、それから55年余りを経た2023年（令和5年）に宇都宮ライトレール宇都宮芳賀ライトレール線が開通するまで、栃木県は路面電車の走らない県となった。

### 年表
- 1907年（明治41年）
  - 4月1日 - 日光駅前 - 馬返間軌道条例に基づく特許。
  - 9月18日 - 日光電気軌道株式会社設立[4][5]。
- 1910年（明治43年）8月10日 - 日光電気軌道により日光停車場前 - 岩ノ鼻間開通[5][6]。
- 1913年（大正2年）10月15日 - 岩ノ鼻 - 馬返間開通[5][6]。
- 1919年（大正8年）4月19日 - 午後4時30分清滝を発車した工員数十名を満載した電車が制動機の故障により坂を暴走。荒沢橋を渡った先のカーブで脱線転覆。4人即死、39人の重軽傷者をだす[7]
- 1932年（昭和7年）
  - 6月13日 - 日光自動車と合併[8][5]。
  - 8月28日 - 日光登山鉄道がケーブルカーを馬返 - 明智平に開通[5]、電車の馬返駅を移転してケーブルカーの駅と共用化、接続の便をはかる。
  - 11月30日 - 日光自動車電車株式会社に商号変更[8][5]。
- 1933年（昭和8年）
  - 5月12日 - 日光駅前 - 松原町間開通[6]により、日光駅前を線形変更しループ運転を開始。
  - 11月3日 - 日光登山鉄道が明智平 - 展望台間にロープウェイを開通、軌道線、ケーブルカー、ロープウェイの接続が完成。
- 1939年（昭和14年）10月12日 - 午後7時頃古河精銅所付近で2両編成の電車が脱線。崖下に落ち精銅所職工ら死傷100人をだす[9]
- 1944年（昭和19年）
  - 8月1日 - 日光軌道株式会社に商号変更[注釈 3]。
  - 9月15日 - 古河電工日光電気精銅所へ貨物列車直通のための専用橋が神橋のとなりに完成。翌日、電気機関車使用開始。最大4両の貨車を連結して運行。
- 1947年（昭和22年）6月1日 - 東武鉄道株式会社に合併。
- 1953年（昭和28年）- 100形ボギー車10両就役。
- 1954年（昭和29年）- 200形連接車6編成就役、輸送体制が整う。観光客も増加し旅客運輸実績が最大値を記録（551万人）するが、同年第一いろは坂が開通し、以降自動車相手に苦戦を強いられる。
- 1956年（昭和31年）2月1日 - 荒沢工場を開設。
- 1957年（昭和32年） - 女性車掌が入社、観光案内もおこなう。
- 1959年（昭和34年）8月1日 - 日光車両区（車庫）を荒沢工場に併設。東武駅前の旧車庫は電車留置線として存置。
- 1960年（昭和35年）11月17日 - 駅・停留所7ヶ所を改称。
- 1964年（昭和39年） - 国道119号線の渋滞緩和のため、東武駅前 - 国鉄駅前間のループ線を運転中止。
- 1965年（昭和40年）10月6日 - 第二いろは坂 と金精道路が開通。
- 1967年（昭和42年）
  - 5月 - 軌道運輸廃止を申請。
  - この年、旅客運輸実績が350万人を切る。
  - 11月6日 - 軌道運輸事業廃止の許可につき運輸審議会件名表へ登載[注釈 4]。
- 1968年（昭和43年）
  - 1月19日 - 運輸審議会が、廃止を許可することが適当である旨を運輸大臣へ答申[11]。
  - 1月31日 - 本日限りで貨物運輸営業を終了[12]。
  - 2月23日 - この日から2日間、日光駅 - 清滝間で100形電車3両に電飾200個やモールを取り付けた装飾電車を運行。23日には東武駅前と清滝で地元小学生が 乗務員に花束と感謝状を贈呈、24日には東武駅前で栃木県知事、日光市長、市議会議長が出席して廃止記念式典を実施。終列車の入庫ですべての営業運転を終了。
  - 2月25日 - 全線廃止[3]、神主により日光軌道の収納式が行われる。

## 路線データ
- 区間（営業キロ）：計10.6 km
  - 国鉄駅前 - 馬返 9.6 km
  - 駅前 - 松原町（ループ） 0.3 km[11]
  - 松原町 - 日光駅構内（貨物線） 0.7 km[11]
- 軌間：1,067 mm
- 駅数：19駅（起終点駅含む）
- 複線区間：なし（全線単線）
- 電化区間：全線（直流600 V架空単線式）

### 車庫
- 清滝（最寄停留所：電車庫前） - 跡地は現在幸福の科学総本山日光精舎。
- 東武日光駅前（旧車庫）- 跡地は東武バスターミナル。

廃止時、軌道関係で約150名の従業員がいた。

### 運輸実績
運輸実績は、以下のとおり。
- 1964年（昭和39年）度 - 旅客450万人、貨物80,968トン
- 1965年（昭和40年）度 - 旅客469万3,000人、貨物77,625トン
- 1966年（昭和41年）度 - 旅客393万人、貨物57,797トン

## 運賃
廃止時点の日光駅前-馬返間の運賃は、以下のとおり。
- 普通旅客 - 70円
- 通勤定期一か月 - 1,980円
- 通学定期一か月 - 1,340円

## 運行形態
全線単線で、スタフを使用して列車交換（行き違い）をしていた。始発は、東武駅前5:25、清滝5:50、馬返発7:11。終発は、東武駅前発23:20、清滝発24:15、馬返発20:10。1958年（昭和33年）3月現在。早朝、深夜は通勤輸送が主になるので、清滝-馬返間は動いていなかった。観光シーズンは増発し、多客時は2列車以上がつづく続行運転を実施した。旧型車は運転台の正面に向かって左に円盤状の続行標識（黄色地に赤の縁取り）を提示し、100形と200形は運転台の正面に向かって左上の続行表示器を使用した。続行表示器は、「続行開始」が赤色、「続行終了」が白色を現示した。「続行なし」は車体色そのまま。電気機関車は、ED600形は円盤状の続行標識、ED610形は運転台の正面に向かって左上の続行表示灯（当初白色、のちに赤色）を使用した。増発時には電車の正面に向かって右側窓下に番号札を取り付けて列車番号の代用としていた（運行系統番号ではない）。
軌道は併用軌道と専用軌道が混在しており、併用軌道は道路中心部を通行する場所と道路の片側に寄っている場所、また敷石で舗装した場所と土砂で舗装した場所があった。連結運転していた旧型車は折り返しで車両の付け替え、片方にしか運転台のない電動貨車は清滝駅構内や東武日光駅前に三角形の線路配置にポイントを三か所設置して（いわゆるデルタ線）方向転換していたが、日光駅前のループ線完成以降駅前ではその必要がなくなった。

## 駅・停留場一覧
国鉄駅前（停車場前） - 東武駅前（松原町）- 石屋町 - 御幸町 - ＊警察署前（警察前） - 市役所前（中鉢石） - 神橋（上鉢石） - ＊下河原 - 公会堂前 - 西参道（日光ホテル前） - ＊田母沢 - 花石町 - ＊安良沢（裏見、荒沢） - ＊電車庫前（地蔵下） - ＊古河アルミ前（白崖下） - 丹勢下 - ＊清滝（製銅場前） - 横手 - 馬返
- 1968年（昭和43年）現在。「東武鉄道百年史 資料編」（1998年9月）210-211頁を参考とした。
- （　）内は旧称
- ＊印は列車交換（行き違い）可能駅
- 馬返と清滝は駅舎があり駅員を配置していた。
- 馬返は開業時灯篭のある庭園付きの駅で、道路東側に位置したがケーブルカー開業時に道路を渡って西側に移設された。また、昭和初期には「中禅寺口」に改称されたが、まもなく「馬返」に再改称している。
- 過去には、警察署前 - 市役所前間に「下鉢石」、下河原 - 公会堂前間に「安川町」、西参道 - 田母沢間に「四軒町」、電車庫前 - 古河アルミ前間に「割山」、丹勢下 - 清滝間に「明神畑」、清滝 - 横手間に「岩ノ鼻」「別倉」、横手 - 馬返間に「坂下」が存在した。
- 駅・停留場はたびたび改廃・改称され、東武の社史でも時期不詳とされているものもある。

## 接続路線
事業者名は日光軌道線廃止当時
- 国鉄駅前：国鉄日光線（日光駅）
- 東武駅前：東武日光線（東武日光駅）
- 馬返駅：日光鋼索鉄道線

## 沿線で特徴のあった場所

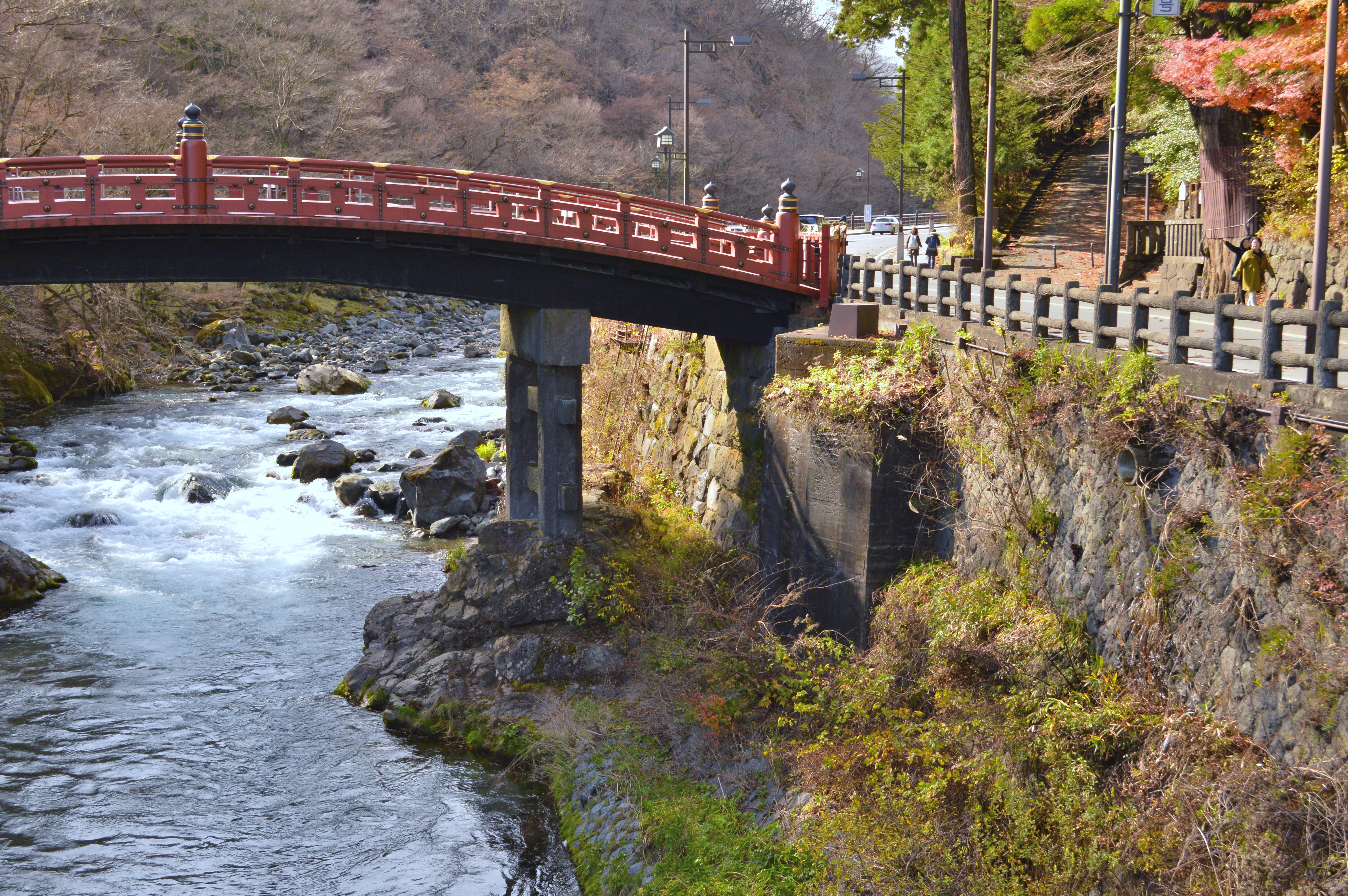
神橋前に残る橋台

東武駅前 - 国鉄駅前のループ線
反時計まわりの一方通行。国鉄駅前行きが国道119号線の日光杉並木の中を通っていた。
神橋付近
当初は日光橋で自動車と一緒に大谷川を渡っていたが、機関車牽引の貨物列車を直通運行する際に重量制限と曲線緩和のため、神橋と日光橋の間を斜めに渡る大谷川橋梁（専用橋）を架設。ここで撮影、発表された写真は数多く、戦前から観光用の絵葉書が発売されていた。2012年（平成24年）現在、大谷川橋梁は橋台と橋脚の一部が残存しており、橋台部分には神橋ライトアップ用の照明が取り付けられている。
荒沢橋梁
「安良沢橋梁」とも表記する。3ヒンジ上路形の鋼ソリッドリブ・アーチ橋で、安良沢 - 電車庫前にあった。道路をはずれた専用軌道で荒沢川の流れる深さのある谷間を渡っており、これより東側で田母沢を渡る田母沢橋梁（現存）と同様の形状だった。現地は急勾配と前後の急カーブが存在しており、1919年（大正8年）と1939年（昭和14年）の2度脱線死亡事故が発生した難所だった。2012年（平成24年）現在、現存しているが通行は禁止されている。
清滝
古河電工日光電気精銅所の構内にあった。国鉄の貨物列車が直通運転をしており、引き込み線が構内各所に伸びていた。年間を通じて通勤客でにぎわった。駅跡は現在も古河電工の敷地内であり部外者立入禁止となっている。なお、引き込み線は古河アルミ前にも存在した。
馬返
軌道線の終点。洋風の駅舎がありケーブルカーとの接続駅で設備を共用していた。幅の広いプラットホームの左右の線路ごと屋根が掛かっていた。屋根と共に吊架された架線の高さが低く、屋根の下では電車のビューゲルを反転できずに屋根の下から出て架線高さが確保されたあたりで反転していた。谷側に連結運転をしていた旧型車が使用していた機回し線が一本あった。廃止後、駅舎は1980年代半ばまでケーブルカーの設備と共に廃墟となって残存していたが、現在は更地となっている。

## 車両

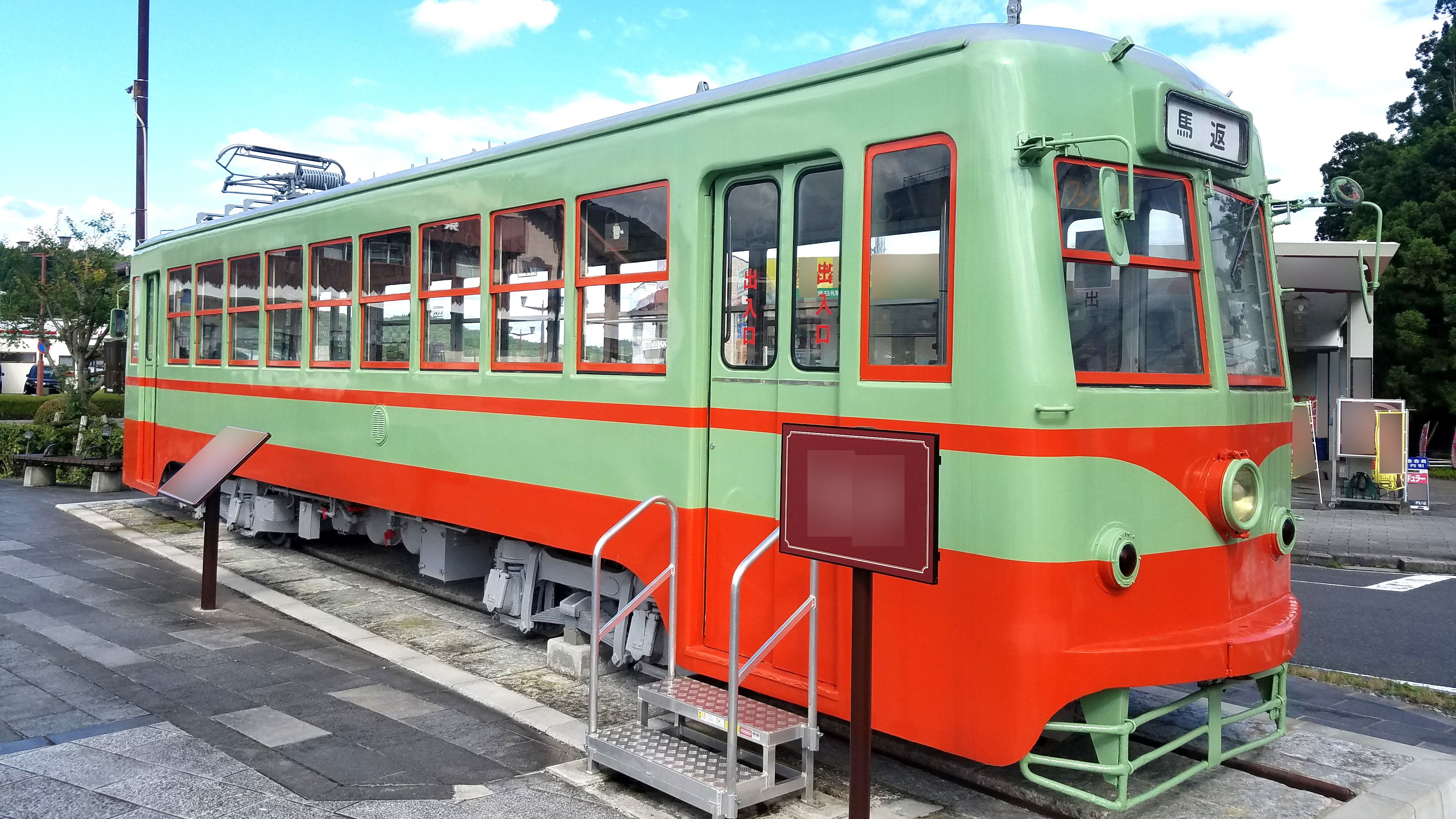
東武日光駅前に保存された100形電車

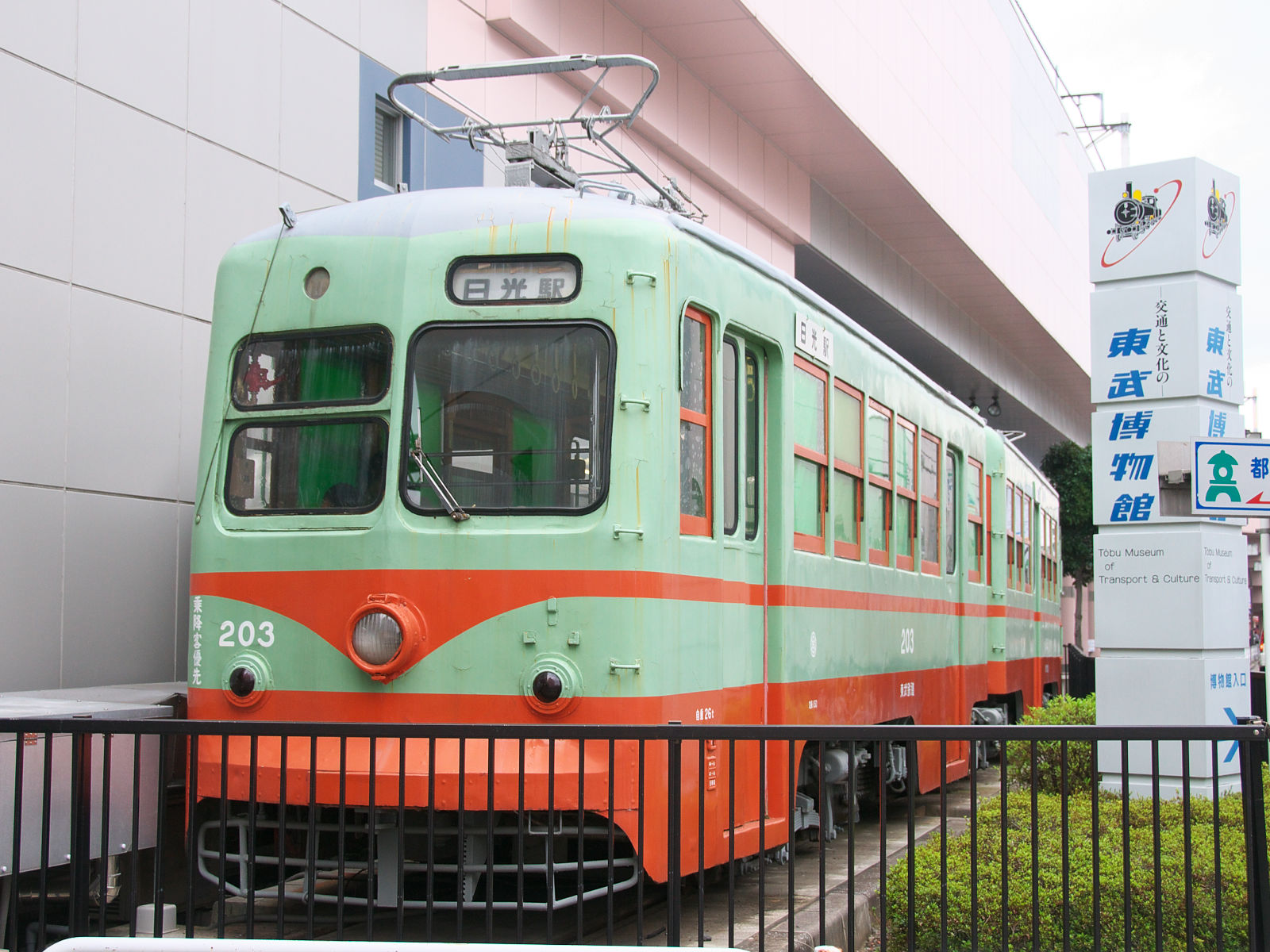
東武博物館に保存された200形電車

路線廃止時のもの。
100形
1953年（昭和28年）宇都宮車両で製造されたボギー車。最大寸法長さ12,350×巾2,200×高さ3,552 mm、定員96名。101 - 110の10両が在籍していた当線の主力車両である。日光軌道線廃止後、全車が岡山電気軌道に譲渡され3000形となる。現在2両（108→3007・110→3005）が現役で、うち1両（110→3005）が日光軌道線時代の塗装に復元されている。保存車については、栃木県内のレジャー施設に保存（日光軌道線時代の塗装に復元、2020年3月に東武日光駅の駅前広場に移動）された1両（109→3010）と、栃木県内の個人所有の1両（103→3009）がある。
200形
1954年（昭和29年）製造の2車体連接車。201 - 204が汽車会社東京支店、205 - 206が宇都宮車両で製造された。最大寸法長さ18,550×巾2,200×高さ3,702 mm、定員150名。6編成が在籍していた。車掌2名で3人が乗務し大量輸送に活用された。現在、東武博物館に1編成（203）が保存されている。
ED600形
1944年（昭和19年）古河電工日光電気精銅所の貨物列車直通運転のため鉄道省（のちの日本国有鉄道）より貸与され、1947年（昭和22年）に譲渡された旧ED40形電気機関車で、当初ED4000形ED4001・ED4002を名乗った。ED601とED602の2両が在籍していた。従前の当線の貨物輸送は電動貨車に付随貨車のみで慢性的な輸送力不足だったがこの機関車の入線で一挙に輸送力が向上した。戦中戦後は電車不足を補うべく、付随客車も連結した客貨混合で通勤輸送にも使用された。ED610形の竣工後ED601は1956年（昭和31年）廃車し、ED602は1964年（昭和39年）に使用停止になったが最後まで予備車として残り、国鉄ED4010に復元のうえJR東日本の大宮総合車両センターで保存されていたが、現在は、さいたま市の鉄道博物館が収蔵している。
ED610形
1955年（昭和30年）東洋工機製の貨物輸送用電気機関車。ED611の1両のみ。運転台が片側のみで速度も低いED600形よりも使い勝手がよく、電気機関車の主力になる。本線上では常に機関車を先頭にして使用し、推進運転やバック運転は行なわなかった。日光軌道線廃止後、栗原電鉄（後のくりはら田園鉄道）に譲渡された。現在は栃木県内の個人が保存中である。
テ10形
1929年（昭和4年）製造。半鋼製車体に二軸の単台車付きで、100形登場以前の主力車両。多客時は付随客車を連結して運行した。事業用としてテ12が最後まで残り、工事やスノープラウを取りつけたデト40号電動貨車と連結して除雪に使用された。
開業時は、電動客車3両・付随客車2両・電動貨車2両・付随貨車7両があった。以降、順次増備し戦時中の車両不足の折には別府大分電鉄（後の大分交通別大線）や出石鉄道、南薩鉄道（のちの鹿児島交通）から電動客車や付随客車を購入して軍需工場への通勤輸送をしのいでいた。貨物輸送は電動貨車に付随貨車のみの運行から電気機関車を導入して貨物列車を直通運転できるようになった。100形以前の車両はED600形以外すべてハンドブレーキ常用でエアブレーキを装備しておらず、勾配の多い路線では安全性に問題があった。荒沢橋梁では1939年（昭和14年）10月12日19:00頃ブレーキ故障のために通勤客で満員の付随客車が脱線して連結した電車ごと谷底へ転落し、死者20名と重軽傷者86名を出す事故が起きている。100形・200形投入による車両の更新で、安全性は格段に向上した。

## 関連項目

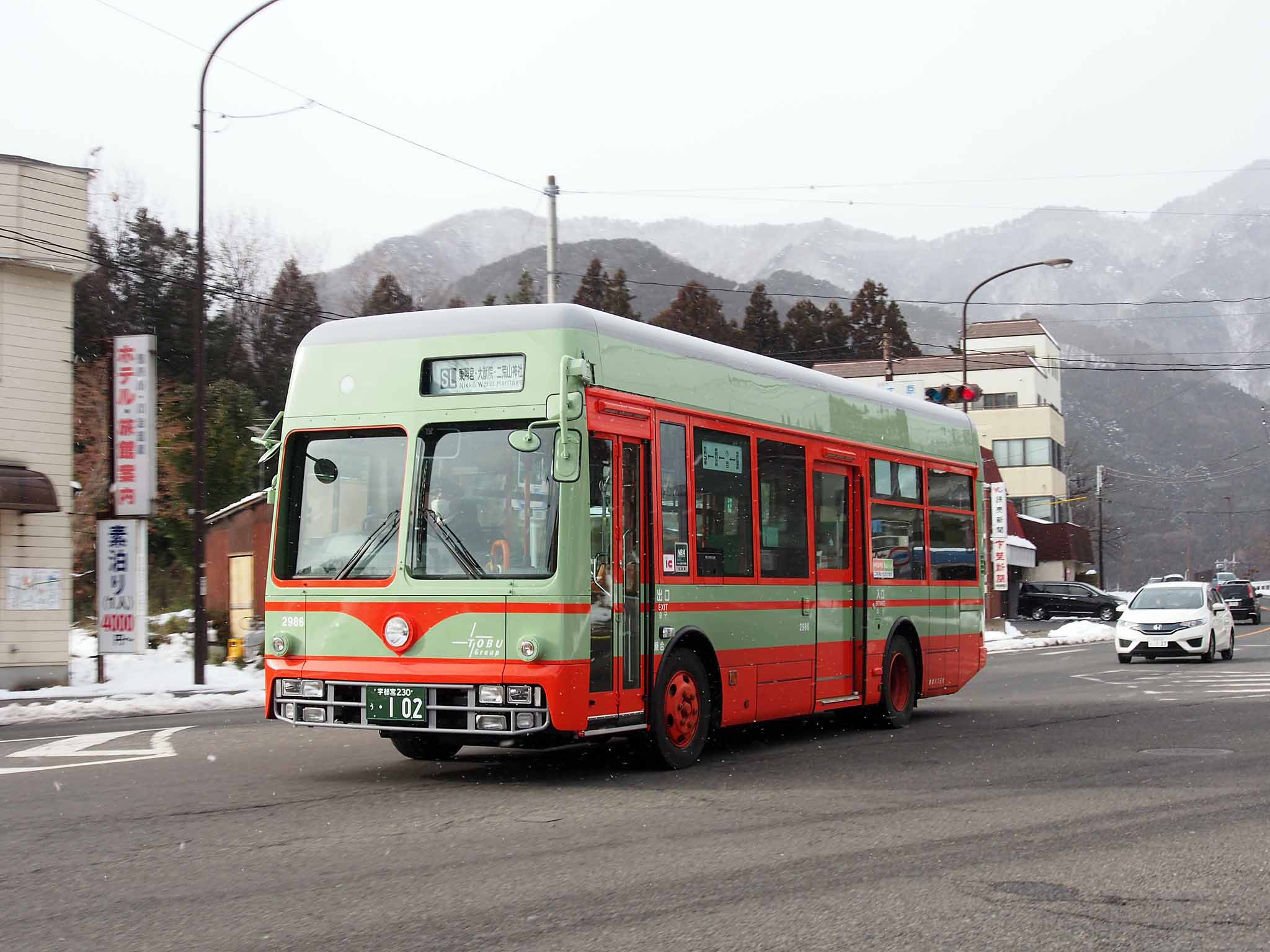
東武バス日光の日光軌道線タイプバス